# Handout (Rollenspiel)
Unter einem Handout versteht man beim Pen-&-Paper-Rollenspiel spielergänzende Unterlagen oder Informationen.
Zeichnet sich ein Rollenspiel normalerweise dadurch aus, dass ein Abenteuer fast nur durch Erzählungen erlebt und illustriert wird, so sind Handouts Anschauungsobjekte, welche das Spiel ergänzen und zusätzlich vertiefen. Sie weisen einen geringen Abstraktionsgrad auf und ermöglichen es, Spielern ein „Stück der Spielwelt“ an die Hand zu geben, das weitestgehend authentisch wirken soll.
Handouts sind zumeist mehr oder minder kompliziert erstellte Ausdrucke, welche spielrelevante Informationen enthalten, z. B. Briefe, Steckbriefe, Fotos oder Ähnliches. Aber auch Drucke von Details der Spielwelt, Zeichen an besonderen Orten oder Ähnlichem.
Die Aufbereitung des Inhalts kann dabei ein standardmäßiger Text sein, aber auch mit verschiedenen Schriftarten, Fotos, angebrannten Ecken oder zusätzlichen Markierungen verfeinert werden.
Neben den herkömmlichen Ausdrucken kann jedoch nahezu alles als ‚Handout‘ dienen. Tonscherben, Bücher, Nachbildungen von Artefakten oder Ähnliches kann spielrelevante Inhalte transportieren oder zur Illustrierung der Spielwelt dienen.